# Operazione Abstention
Operazione Abstention è il nome in codice dato all'invasione, da parte delle forze alleate, dell'isola italiana di Castelrosso distante all'incirca 3 km dalle coste turche durante la seconda guerra mondiale.
L'operazione iniziata nel tardo febbraio del 1941 aveva come obiettivo la conquista dell'isola, per stabilire una base dalla quale iniziare la conquista del Dodecaneso e contendere così la supremazia aereo-navale italiana nell'area del mar Egeo. È da sottolineare come l'idea di una conquista delle singole isole con piccoli gruppi di uomini delle forze speciali fosse un'idea pensata e portata avanti dall'ammiraglio Andrew Cunningham, mentre il comando britannico e in particolare il primo ministro Winston Churchill fossero piuttosto scettici, per via del rischio di creare attriti tra la Grecia e la Turchia.

## La situazione precedente
Dopo la battaglia di Taranto e il successo dell'offensiva in Cirenaica, gli inglesi e i loro alleati acquisirono la superiorità su tutto il Mar Mediterraneo. Il prossimo passo sarebbe stato la neutralizzazione delle forze italiane nel Dodecaneso, e per far ciò il comando della Flotta del Mediterraneo decise di occupare la piccola isola di Castelrosso appartenente al Regno d'Italia. L'isola si trova a circa 80 miglia ad est dall'isola di Rodi e a soli 3 km dalla costa turca. Questa operazione era pensata come il primo, di una serie di passi, attraverso il quale controllare il Mar Egeo.
Gli italiani, comunque, erano ben lontani dall'essere sull'orlo del collasso, che li travolgerà da lì ad un paio d'anni dopo. Infatti le loro forze aereo-navali erano ancora attive e in grado di compiere degli attacchi mordi e fuggi contro i convogli alleati in navigazione tra l'Egitto e la Grecia.

## Lo sbarco inglese
Le forze da sbarco erano composte da 200 uomini dei commando trasportati presso l'isola dai cacciatorpediniere HMS Decoy e HMS Hereward, mentre 24 uomini dei Royal Marines erano distaccati sulla cannoniera HMS Ladybird. La flotta partì dalla Baia di Suda il 24 febbraio. Il piano iniziale prevedeva la costituzione di una testa di ponte presso punta Nifti della durata di 24 ore, in attesa dell'arrivo del corpo di occupazione composto dalla compagnia del reggimento Sherwood Foresters che era fino a quel momento era di stanza nell'isola di Cipro, e che sarebbe dovuto giungere sull'isola con lo yacht armato HMS Rosaura e scortato dagli incrociatori HMAS Perth (nave australiana) e HMS Bonaventure.
A causa del buio e della scarsa conoscenza dell'isola la maggior parte delle lance che avrebbero dovuto trasportare i commando a punta Nifti si spinsero troppo avanti fino ad approdare nel porto principale dell'isola dove vennero in contatto con una pattuglia italiana.
Solo dopo di ciò il sottomarino HMS Parthian provvide ad effettuare un ricognizione della costa dell'isola.
La presenza italiana a Castelrosso consisteva in un piccolo ed eterogeneo gruppo di soldati e di alcuni agenti della Guardia di Finanza in forza presso la stazione radio dell'isola. Le forze britanniche presero di sorpresa la guarnigione italiana e in poco tempo conquistarono la stazione radio e i principali punti strategici dell'isola e della cittadina. Nell'azione si contarono 6 morti, 7 feriti e 35 prigionieri da parte italiana. Prima di essere costretti alla resa gli italiani riuscirono però a mandare una richiesta di aiuto a Rodi – isola e base aeronavale principale italiana nel Dodecaneso – e secondo le testimonianze italiane anche a bruciare, e rendere così inutilizzabili, i codici crittografici utilizzati dall'esercito italiano in modo da non farli cadere in mano nemica.

## Il contrattacco italiano
Soltanto poche ore più tardi giunse sull'isola la Regia Aeronautica con caccia CR42 seguiti da alcuni bombardieri Savoia-Marchetti 81 che colpirono il porto, l'avamposto e le colline della piccola isola sulle quali si erano installati gli uomini dei commando. L'operazione fu resa possibile anche dal supporto dell'ex sindaco della municipalità, Ioannis Lakerdis, di origine greca, che dall'isola segnalava agli italiani dove attaccare i britannici. Durante i vari attacchi la cannoniera HMS Ladybird venne colpita da una bomba e tre dei suoi marinai rimasero feriti. La nave ormai a corto di carburante per continuare l'operazione, reimbarco i Royal Marines per far rotta verso Famagosta, e a causa di ciò, oltre la mancanza della copertura via mare, ci fu l'interruzione delle comunicazioni via radio tra i commando e il comando generale sito ad Alessandria d'Egitto.
Alle prime luci dell'alba del 27 febbraio la Regia Marina inizio l'operazione di riconquista dell'isola.
Le torpediniere Lupo e Lince iniziarono lo sbarco di circa 240 soldati a nord del porto mentre cannoneggiavano con pezzi da 100 mm le posizioni Britanniche. Nel frattempo il comandante dell'HMS Hereward, avvertito dai commando che avevano occupato l'isola dell'attività navale italiana, decise di non intercettare subito le unità navali nemiche, ma di aspettare il Decoy che in quel momento si trovava a circa 40 miglia di distanza dalla costa.
Il comandante delle operazioni ordinò alle navi da guerra di disorganizzare lo sbarco italiano, ma la flottiglia di cacciatorpediniere non fu in grado di trovare le navi nemiche. Lo Hereward riferì al comandante in capo che l'azione di superficie italiana avrebbe reso estremamente pericoloso lo sbarco della forza principale inglese dal piroscafo Rosaura, già danneggiato dagli attacchi aerei sul porto. Perciò, lo sbarco della guarnigione fu posposto e riorganizzato. Lo sbarco sarebbe stato gestito dai caccia HMS Decoy ed HMS Hero, dopo aver trasbordato gli Sherwood Foresters dal Rosaura.

## Conseguenze
Non ci fu in seguito nessun altro tentativo di conquista dell'isola e così la stessa - e il Dodecaneso – rimase in mano italiana fino alla firma dell'armistizio, reso noto l'8 settembre del 1943, in seguito al quale l'isola fu occupata dalle forze alleate. In Gran Bretagna il fallimento dell'operazione fu male accolto e furono aperte alcune inchieste sia all'interno del comando britannico sia a livello governativo, con un'inchiesta aperta direttamente dal primo ministro Churchill. Durante queste inchieste venne fuori la grave e profonda spaccatura tra esercito e marina che si accusavano a vicenda per il fallimento dell'azione.
L'ammiraglio Cunningham ebbe a dire circa il fallimento dell'operazione: "Una brutta impresa che dà poco credito a tutti". Una commissione d'inchiesta giudicò che il comandante dell'Hereward fece un'errata valutazione sul ritorno della Decoy, aspettando invano la nave che stava scortando la HMS Rosaura, non ingaggiando così le navi italiane che si avvicinavano e lasciando senza nessuna copertura marittima l'isola e gli isolati reparti dei commando. Inoltre il comando britannico rimase molto sorpreso dalla forte reazione degli italiani all'invasione dell'isola, non avendo in seguito previsto un così forte spiegamento di forze da parte dell'Italia.

## Forze in campo

### Italia
- Ammiraglio Luigi Biancheri
  - 2 cacciatorpediniere: Crispi,  Quintino Sella
  - 2 torpediniere: Lupo, Lince
  - 2 motoscafi MAS: MAS-541, MAS-546
  - Presidio all'inizio della battaglia: 30 soldati dei corpi di trasmissione (un gruppo eterogeneo)
10 tra carabinieri e membri della Guardia di Finanza
  - Forze da sbarco: 240 soldati, 88 fanti di marina

### Alleati
Regno Unito
 Australia
- Ammiraglio Andrew Cunningham
- Forza da Suda:
  - 2 cacciatorpediniere: HMS Hereward, HMS Decoy
  - 1 cannoniera:  HMS Ladybird
  - 1 sottomarino: HMS Parthian
  - Forze speciali: 200 soldati
  - Reparti della marina: 24 marinai
- Forza da Cipro:
  - 3ª squadra incrociatori: HMAS Perth, HMS Bonaventure
  - Yacht armato: HMS Rosaura
  - forza di presidio: all'incirca 150 soldati
- Forza da Alessandria:
  - 2 cacciatorpediniere: HMS Jaguar, HMS Hero